# 伊莎贝拉25美分硬币
伊莎贝拉25美分硬币（英語：Isabella quarter）又名哥伦布博览会25美分硬币（Columbian Exposition quarter），是1893年美国铸币局生产的纪念币，美国国会应芝加哥哥伦布纪念博览会女士经理人董事会请求授权发行。25美分硬币上刻西班牙女王伊莎贝拉肖象，当年克里斯托弗·哥伦布正是靠她资助远航新大陆。硬币由美国铸币局首席雕刻师查尔斯·爱德华·巴伯设计，是美国唯一没有进入市场流通的25美分纪念币。
芝加哥社交名媛伯莎·帕尔默为首的女士经理人董事会希望硬币由女子设计，请来雕塑家卡罗琳·佩德尔，但佩德尔因同铸币局官员存在分歧退出，设计工作落到巴伯肩头。硬币背面描绘纺纱女子，左手持拉线棒，右手拿着锭子，代表妇女职业，图案基于助理雕刻师乔治·摩根的草图设计。
钱币学媒体对硬币设计评价不佳，硬币本身当年在博览会上也不畅销，由于定价和哥伦布半美元一样都是1美元，所以25美分面值看起来不像半美元那么划算。最终有近一半已经铸造的硬币送回铸币局熔毁，近万枚由各女士经理人以面值买下，再在20世纪初进入钱币市场。如今，这些硬币深受收藏家追捧，根据理查德·约曼2014年版的《美国钱币指南手册》，这些硬币的价值约在450到6000美元之间。

## 国会立法
1892年8月，联邦国会通过法案，授权芝加哥哥伦布纪念博览会的管理者将首枚美国纪念币哥伦布半美元作为奖品出售。国会早在两年前就批准举行博览会，并分别建立了女士和男士经理人董事会监督展会运作。其中女士经理人董事以伯莎·帕尔默（Bertha Palmer）领头，她的丈夫波特（Potter Palmer）拥有芝加哥数一数二的帕尔玛酒店。在存在争议的事务方面，女士经理人董事会的决策经常会遭男士经理人董事会否决，例如伯莎觉得博览会上的舞蹈表演《埃及女孩》（Egyptian Girls）属淫秽性质，希望能中止节目演出。但这是博览会上为数不多的几种可以带来经济收益的节目之一，于是男士们也就否决了女士们的要求。

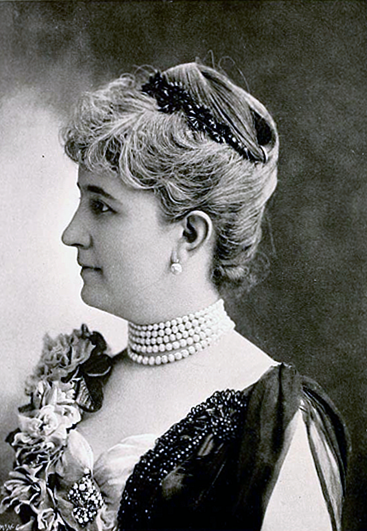
伯莎·帕尔默是博览会女士经理人董事会的领导人

女权主义者苏珊·安东尼决心通过实例证明，女性能够成功地协助管理这场博览会，在她的极力倡导下，国会于1890年通过法案给予女士经理人董事会联邦授权。为了达成安东尼的期望，女士经理人决定推出另一种纪念币，同国会1892年批准出售的哥伦布半美元竞争。半美元硬币法案的批准过程困难重重，因此女士经理人董事会决定等到国会来年开幕后再提出请求。1892年11月，哥伦布半美元在博览会上亮相，女士经理人董事会觉得硬币设计的艺术性欠佳，并决心做出更好的作品。雄心勃勃的帕尔默希望，女士经理人董事会能够“拥有美国政府发行的第一种真正融美观和艺术性于一体的硬币作者荣光”。
1893年1月，帕尔默呈请众议院拨款委员会，将联邦政府已经拨给女士经理人委员会的1万美元资金通过25美分纪念币的形式发放，以便她们能够把这些纪念币作为奖品在博览会上出售。1893年3月3日，国会通过法案授权发行纪念币，设计法案需由财政部长批准，规格与可流通的巴伯造币相同。纪念币的总发行量限制在4万枚，总金额正好1万美元。

## 构想
帕尔默一心想做出美观的硬币来销售，为此她请艺术家凯尼恩·考克斯绘制草图，还决心请女性来设计纪念币。帕尔默同博览会艺术总监的秘书萨拉·哈洛韦尔（Sara Hallowell）商议，当时两人还在一边搜集大批艺术收藏品。哈洛韦尔同雕塑家奥古斯都·圣·高登斯（Augustus Saint-Gaudens）取得联系，后者向她推荐自己以前的学生卡罗琳·佩德尔（Caroline Peddle）。巧合的是，佩德尔这时正受蒂芙尼公司委聘在博览会参展。经帕尔默首肯，佩德尔成为硬币的设计者。

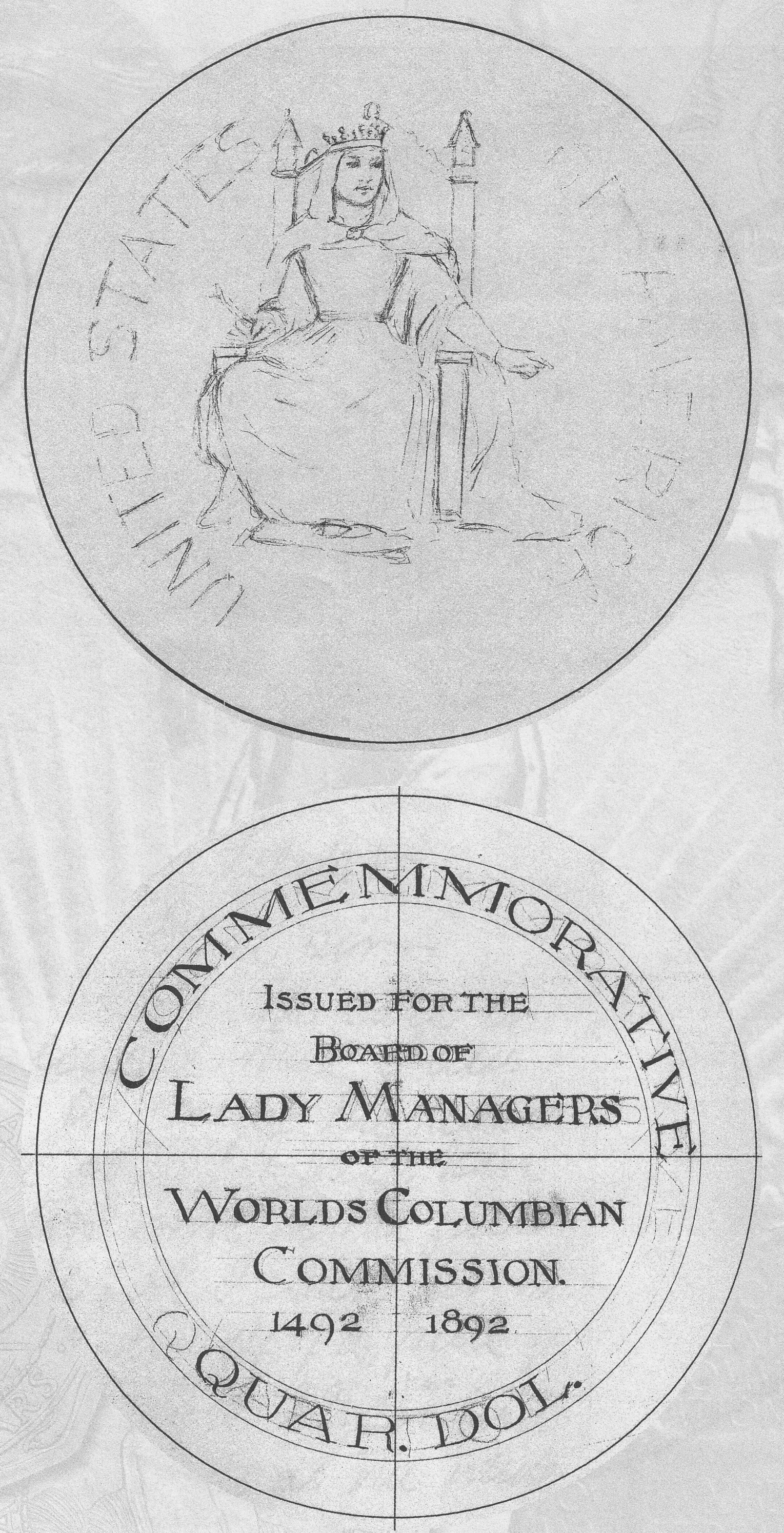
佩德尔为25美分硬币绘制的草图

国会授权发行纪念币后，美国铸币局局长爱德华·利奇（Edward O. Leech）于1893年3月14日给帕尔默去信，表示愿意让女士经理人董事会为硬币设计拍板，但是，铸币局首席雕刻师查尔斯·爱德华·巴伯和费城铸币局局长奥利弗·波斯比谢尔此前都已向利奇提议，将硬币设计工作留在铸币局内部进行。帕尔默在回信中称，董事会已经决定在硬币上雕刻西班牙女王伊莎贝拉一世的肖像，当年克里斯托弗·哥伦布正是在得到她的赞助后才得以远航探访新大陆。帕尔默还表示，自己已同多位艺术家商讨，建议铸币局也提供设计方案。她还与伊利诺伊州联邦众议员、众议院博览会事务委员会主席艾伦·杜博罗（Allen Durborow）会面，后者还曾与利奇的上级、财政部长约翰·卡莱尔（John G. Carlisle）共事。帕尔默请杜博罗向卡莱尔和利奇表示自己对女士经理人委员会的支持。
帕尔默于3月下旬通过信函聘请佩德尔设计硬币，要求将伊莎贝拉一世的肖像放在硬币正面，背面则是题词“经国会法案批准，哥伦布纪念博览会女士经理人董事会发行的纪念币，1492至1892年”，还要加上硬币的面额和国名。帕尔默没有要求佩德尔在将设计稿发给铸币局前先由女士经理人委员会确认，还把自己的设计理念告诉了卡莱尔和利奇。卡莱尔对硬币由女性设计，或是采用伊莎贝拉一世的头像都没有意见，但他觉得背面的题词太长，感觉就像是商业广告牌，所以建议做出调整。利奇告知波斯比谢尔，女士经理人委员会很可能会另请雕塑家制作硬币正面模型，请他安排铸币局首席雕刻师查尔斯·爱德华·巴伯制作一些硬币背面的样式留作备用。
佩德尔遵照帕尔默的指示将设计稿发给利奇，硬币正面是坐着的伊莎贝拉，背面则是那一长段文字，希望铸币局局长同意把句子缩短。利奇对硬币背面的设计感到不满，决定由巴伯来设计这一面。巴伯和波斯比谢尔给利奇去信，表示硬币正面的伊莎贝拉如果采取坐姿，那么她的腿会出现扭曲，建议只采用她的头像。卡莱尔也有同样看法，他还表示自己同意的也只是在硬币上采用女王头像。佩德尔得知，硬币背面将由巴伯设计，虽然新设计还会送给她批准，但更改她原本的设计已是势在必行。与此同时，帕尔默也对事情的进展感到越来越心焦：从设计、审批到制作出实际的硬币需要两个月时间，她担心硬币不能在博览会开幕前完成，有可能会拖到5至10月，这时博览会已经开始。面对各个方面的压力，佩德尔声称她“无法接受只做个半成品”，威胁要退出项目。
4月7日的两封信成为压垮佩德尔耐性的最后一根稻草。其中一封来自利奇，他在信中强调，作为铸币局局长，自己有权决定选择哪种硬币设计方案，他要求正面采用伊莎贝拉的头像，至于背面则要根据铸币局一位雕刻师的草图设计，具体内容可以让佩德尔定夺。波斯比谢尔写来另一封信，他认为美国的硬币上不应该出现头戴王冠的人物形象，所以要求伊莎贝拉的头上也不能有王冠。1893年4月8日，卡罗琳·佩德尔退出了项目。
佩德尔退出后，利奇给帕尔默去信安抚，后者对这一情况深感遗憾，觉得3人应当多多合作，而非各自为政。帕尔默曾在信中建议把硬币背面的题词改成博览会的女性大厦。巴伯已经准备了多份草稿，他觉得帕尔默的建议不切实际，因为硬币的浮雕深度很浅，大厦无法在硬币上真正展现出来。他的建议是采用助理雕刻师乔治··摩根的草图设计，表现一位跪在地上纺织亚麻的女性，手上还拿有拉线棒。利奇对这一方案不是很满意，觉得正面是伊莎贝拉，背面又是个女人，“女人太多了”。利奇要求巴伯自行设计一些背面草图，巴伯完成后由波斯比谢尔在4月11到12日交给利奇，这些设计中采用了各种各样的老鹰纹章。经过对比，利奇最后还是决定接受巴伯的建议，采用摩根的设计。他还给帕尔默去信，表示“这里使用的拉线棒是一种艺术象征，代表需要耐心的行业，特别是女性行业”。对此女士经理人建议，硬币上仍然刻上女性大厦，如果可能，她们还希望上面增加一位在世的女性人物。利奇则回应称，财政部长卡莱尔已经决定采用拉线棒的背面设计方案。
波斯比谢尔给利奇去信，告诉他宾夕法尼亚大学校长斯图尔特·库林（Stewart Cullin）拥有多枚刻有伊莎贝拉形象的奖章，前陆军将领奥利弗·O·霍华德曾为已故女王撰写传记，拥有她的多幅画像。利奇同意邀请这些人作顾问。卡莱尔对题词中那些表现出性别差异的用词感到不满意，不希望“女士经理人委员会”这样的词组出现在硬币上，不过他最终选择了让步。4月24日，利奇给帕尔默寄去一个盒子，里面装有硬币正面的两个石膏模型，都刻有伊莎贝拉的形象，只是一个更年轻，另一个更成熟。他还告诉帕尔默，背面会采用拉线棒方案，题词则是经卡莱尔首肯的版本。据称，佩德尔应帕尔默的要求将一幅伊莎贝拉的版画发给铸币局，巴伯再根据这幅版画制作出硬币正面的两种石膏模型，但也有来源指出，巴伯在收到版画的当天就完成了两套模型，并且这天还参加了波斯比谢尔孙子的葬礼，所以他应该是之前就已经在制作。5月5日，女士经理人委员会选定了女王更显年轻的版本。

## 设计和反响

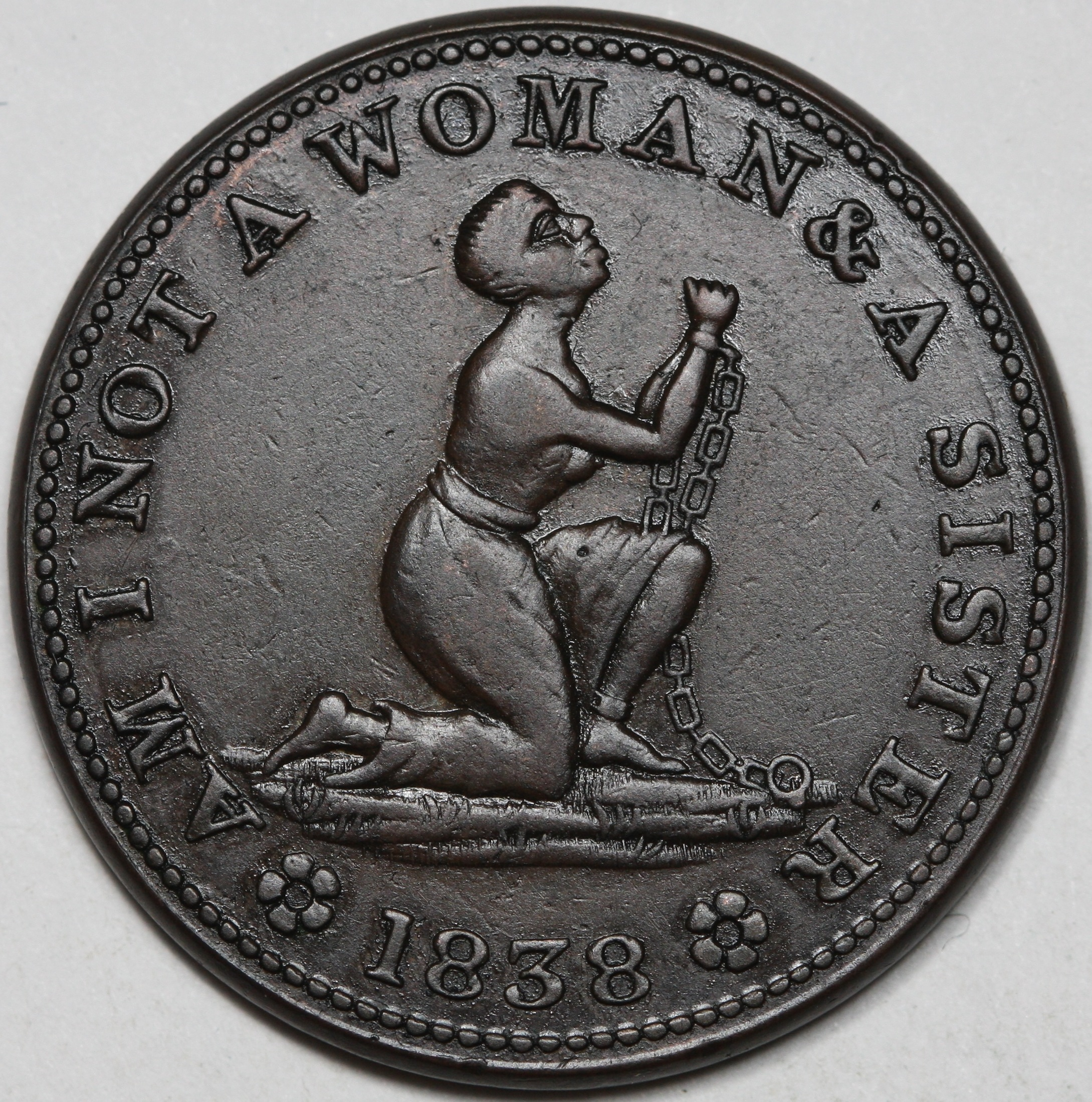
1838年的反奴隶制代币上刻有“我是不是一个女人和一个姐妹？”字样

伊莎贝拉25美分硬币的正面采用的是这位西班牙女王的侧面头像，头上戴有王冠，上身的衣服非常华丽。艺术史学家科尼利厄斯·弗缪尔（Cornelius Vermeule）认为，巴伯设计的正面“遵循吉尔伯特·斯科特（Gilbert Scott）的维多利亚哥特式古典成像传统，是对新大陆人物群体和伦敦阿尔伯特纪念亭上名人浮雕的最佳总结。”硬币背面刻画的是一位手持拉线棒和锭子，并且单膝跪地的女性。弗缪尔指出，这一形象可以追溯到公元前5世纪奥林匹亚宙斯神庙东面三角墙上雕刻的青年女仆。不过，《美国钱币学期刊》（American Journal of Numismatics）中的一篇当代评论则把硬币背面同反奴隶制代币上单膝跪地的女性及周围所刻文字“我是不是一个女人和一个姐妹？”相提并论。弗缪尔在1971年的著作中表示，“如今，这种硬币似乎因其古雅和维多利亚时代气息而充满魅力，把冷希腊主义和文艺复兴时期的浪漫相融合。或许其最大的一个优点，就是上面没有什么惯例般的题字和格言。”
钱币历史学家唐·塔克西（Don Taxay）在对早期美国纪念币进行研究后认为，博览会正式文献中的一些说法纯属无稽之谈，例如文献中声称，凯尼恩·考克斯曾为硬币提供过设计方案，而塔克西表示，考克斯的儿子坚决否认父亲曾参与这种硬币的设计。在塔克西看来，这种硬币很“平常”，是“典型的巴伯风格”，他觉得硬币的造型虽然比哥伦布半美元略胜一筹，但两者实际上没有什么区别。
《美国钱币学期刊》还对硬币提出了更多的批评。文章中将伊莎贝拉25美分和哥伦布半美元相对比，称“我们不知道硬币是谁设计的，但就此例而言，哥伦布半美元展示的是这个国家的钱币艺术，而另一个（指伊莎贝拉25美分）则是表现博览会建筑师们令人钦佩的工作和精神，这种对比让人感到痛苦。如果这两种硬币就真代表了我们在奖牌制造和铸币上的最高水平……那我们就真不妨对其未来感到绝望……我们还没有做好承认事实真是如此的准备。”

## 发布和收藏
1893年6月13日，费城铸币局开始铸造这种被巴伯戏称为“花架子25美分”的硬币，这时距博览会开幕已过去6个星期。利奇曾打算用经过打磨的毛坯或是金属圆盘来铸造硬币，铸币局的工作人员在处理这批硬币时非常小心，这点上与哥伦布半美元完全不同，从现存样品可以看出，硬币在铸造期间很少会相互碰触。铸币局将铸出的第1、第400、第1492和第1892枚硬币同相应的证明文书一起寄给女士经理人委员会。铸币局一共制作了4万零23枚硬币，超出授权发行量的23枚由铸币局保留，准备交给1894年化验委员会检查。
硬币在博览会上并不畅销。许多地方都可以买到哥伦布半美元，但要买到伊莎贝拉25美分，人们必须前往女性大厦，再不然就是通过邮购。收藏家、经销商和前来观看博览会的市民一共购买了约1.5万枚，这其中单斯科特邮票和钱币公司买下的就有数千枚。由于哥伦布半美元和伊莎贝拉25美分的售价都是1美元，因此在博览会游客看来，前者明显更加划算。剩下的硬币中约有1万枚由帕尔默及其他女性经理人按面值买下，1万5809枚退给政府熔毁。这样，伊莎贝拉25美分的公开发行量就是2万4214枚。
时间进入20世纪20年代后，女士经理人当年买下的大量硬币通过经销商和其他供应商进入市场。到了1930年，硬币价格已经回升到发行时的原价，到1955年时，没有流通过的样本售价已至20美元。伊莎贝拉25美分硬币是美国发行的唯一一种只作为纪念币，不进入市场流通的25美分硬币，这一特点让它深受收藏家追捧。根据理查德·约曼（Richard S. Yeoman）2014年版的《美国钱币指南手册》（A Guide Book of United States Coins），几乎未经流通过，谢尔顿硬币分级标准有-50的这种硬币售价可以达到450美元，如果是几乎保持着原始状态的级别，则可能高达6000美元。

## 解释说明
1. ↑  原文为：Commemorative coin issued for the Board of Lady Managers of the World's Columbian Exposition by Act of Congress, 1492–1892.

### 脚注
1. 1 2 3  Yeoman，第285頁.
2. ↑  Lange，第126頁.
3. ↑  Swiatek & Breen，第113–114頁.
4. 1 2 3  Bowers Encyclopedia, Part 8.
5. 1 2  Moran，第87頁.
6. ↑  Moran，第87–91頁.
7. ↑  Moran，第88頁.
8. 1 2  Moran，第91頁.
9. ↑  Taxay，第10頁.
10. ↑  Moran，第92–93頁.
11. ↑  Moran，第93頁.
12. ↑  Moran，第91, 94頁.
13. ↑  Moran，第94頁.
14. ↑  Taxay，第11頁.
15. 1 2  Moran，第97頁.
16. ↑  Taxay，第11–13頁.
17. ↑  Vermeule，第92頁.
18. ↑  Vermeule，第92–93頁.
19. 1 2  Vermeule，第93頁.
20. 1 2  Taxay，第13頁.
21. ↑  Moran，第98頁.
22. ↑  Bowers Encyclopedia, Part 1.
23. 1 2  Bowers，第42頁.
24. 1 2  Bowers Encyclopedia, Part 10.
25. 1 2  Bowers，第41–42頁.
26. ↑  Moran，第113頁.